# Орманбетов, Нурлан Секенович
Нурлан Секенович Орманбетов (каз. Нұрлан Секенұлы Орманбетов; 12 января 1962, г. Зайсан Зайсанского района Восточно-Казахстанской области СССР) — советский и казахстанский военный лётчик, главнокомандующий силами воздушной обороны Республики Казахстан (2013—2017, с 2020), генерал-лейтенант авиации.

## Биография
В 1983 году закончил Харьковское высшее военное авиационное училище лётчиков.
С 1993 года по 1996 год — слушатель Военно-воздушной академии имени Ю. А. Гагарина.
С 2008 года по 2010 год — слушатель Академии Генерального штаба ВС РФ.
Начинал службу лётчиком в истребительном авиационном полку.
За период с 1983 по 2002 года последовательно прошел должности лётчика, старшего лётчика, командира звена, заместителя командира и командира эскадрильи, заместителя командира авиационного полка, заместителя командира авиационной базы.
В 2002 году получил назначение на должность командира авиабазы.
С декабря 2007 года — заместитель главнокомандующего Силами воздушной обороны ВС РК.
С августа 2010 по август 2012 года — первый заместитель главнокомандующего Силами воздушной обороны — начальник главного штаба Сил воздушной обороны ВС РК.
6 мая 2011 года присвоено звание генерал-майор авиации.
С августа 2012 по июнь 2013 года — заместитель главнокомандующего Силами воздушной обороны — начальник Главного управления боевой подготовки Управления главнокомандующего СВО ВС РК.
27 июня 2013 года распоряжением Президента Республики Казахстан назначен главнокомандующим Силами воздушной обороны Вооружённых Сил Республики Казахстан.
6 мая 2016 года присвоено звание генерал-лейтенант авиации.
2 октября 2017 года освобождён от занимаемой должности.
2017-2018 годы — заместитель начальника Генерального штаба Вооруженных Сил Республики Казахстан.
2018—2019 годы — Заместитель начальника Объединенного штаба ОДКБ.
2019-2020 годы - заместитель начальника Генерального штаба Вооруженных Сил Республики Казахстан.
16 марта 2020 года распоряжением президента Токаева вновь назначен главнокомандующим Силами воздушной обороны.

## Награды
- Орден «Данк» 2 степени
- Медали